# 千葉敦子
千葉 敦子（ちば あつこ、1940年（昭和15年）11月6日 - 1987年（昭和62年）7月9日）は、日本のジャーナリスト、ノンフィクションライター。死に至るまで自らのガン闘病記を出版し続けた。そのほかキャリアウーマンとしての生活術・仕事術、日本人論などについての著書もある。

## 略歴・人物
- 1940年　中国上海生まれ[1]。
- 1964年　学習院大学政経学部卒業後、東京新聞に入社、経済部記者となる。
- 1967年　ニーマン基金を得て、ハーバード大学大学院に留学。帰国後、東京新聞を退社し、PR会社勤務、調査会社取締役を務める。
- 1975年頃からフリーランスジャーナリストとして活動。「アジア・ウォールストリート・ジャーナル」「インスティテューショナル・インヴェスター」「フォーブス」「フォーチュン」「オーストラリアン・フィナンシャル・レヴュー」などに寄稿した。
- 1981年　乳ガン手術と乳房再建手術を東京都駒込病院で受ける。
- 1983年　ガンが鎖骨上に再発、放射線治療を受ける。ニューヨークに移住。
- 1984年　ガン再々発。
- 1986年　3度目のガン再発。4月、月刊ニューズレター『WOMAN WATCH』発行。アメリカ、世界における女性の動きを日本の読者に伝える。11月、「『死への準備』日記」「朝日ジャーナル」にて連載開始。
- 1987年7月9日　入院先のスローン・ケッタリング記念病院にてガンのため死去。
- 1988年　遺言によりニューヨークに財団法人「千葉敦子基金」設立。
- 1990年2月　ハーバード大学ニーマン基金本部との合意により、同大学内に「千葉・ニーマン基金」が設けられる[1]。

## 著作
- 『アイデア商人』KKベストセラーズ、1969年。
- 『乳ガンなんかに敗けられない』文藝春秋、1981年。のち文春文庫。
- 『ニュー・ウーマン』文化出版局、1982年。のち知的生きかた文庫、三笠書房（単行本）。
- 『わたしの乳房再建』朝日新聞社、1982年。のち文春文庫。
- 『いのちの手紙』（箙田鶴子との往復書簡）筑摩書房、1983年。のちちくま文庫。
- 『千葉敦子のななめ読み日記』同時代社、1983年。のち知的生きかた文庫。
- 『寄りかかっては生きられない』光風社出版、1983年。のち文春文庫。
- 『ちょっとおかしいぞ、日本人』新潮社、1985年。のち新潮文庫。
- 『ニューヨークでがんと生きる』朝日新聞社、1986年。のち朝日文庫、文春文庫。
- 『ニューヨークの24時間』彩古書房、1986年。のち文春文庫。
- 『アメリカの男と女』彩古書房、1987年。
- 『よく死ぬことは、よく生きることだ』文藝春秋、1987年。のち文春文庫。
- 『「死への準備」日記』朝日新聞社、1987年。のち朝日文庫、文春文庫。
- 『昨日と違う今日を生きる』角川文庫、1988年。
- 千葉富貴子編『母への手紙』意識教育研究所、1994年。

## 訳書
- アモス・エロン、サナ・ハッサン 『敵視の狭間で 対話/アラブ・イスラエルに愛は甦るか』TBSブリタニカ、1976年。